# Góry Śnieżne (Australia)

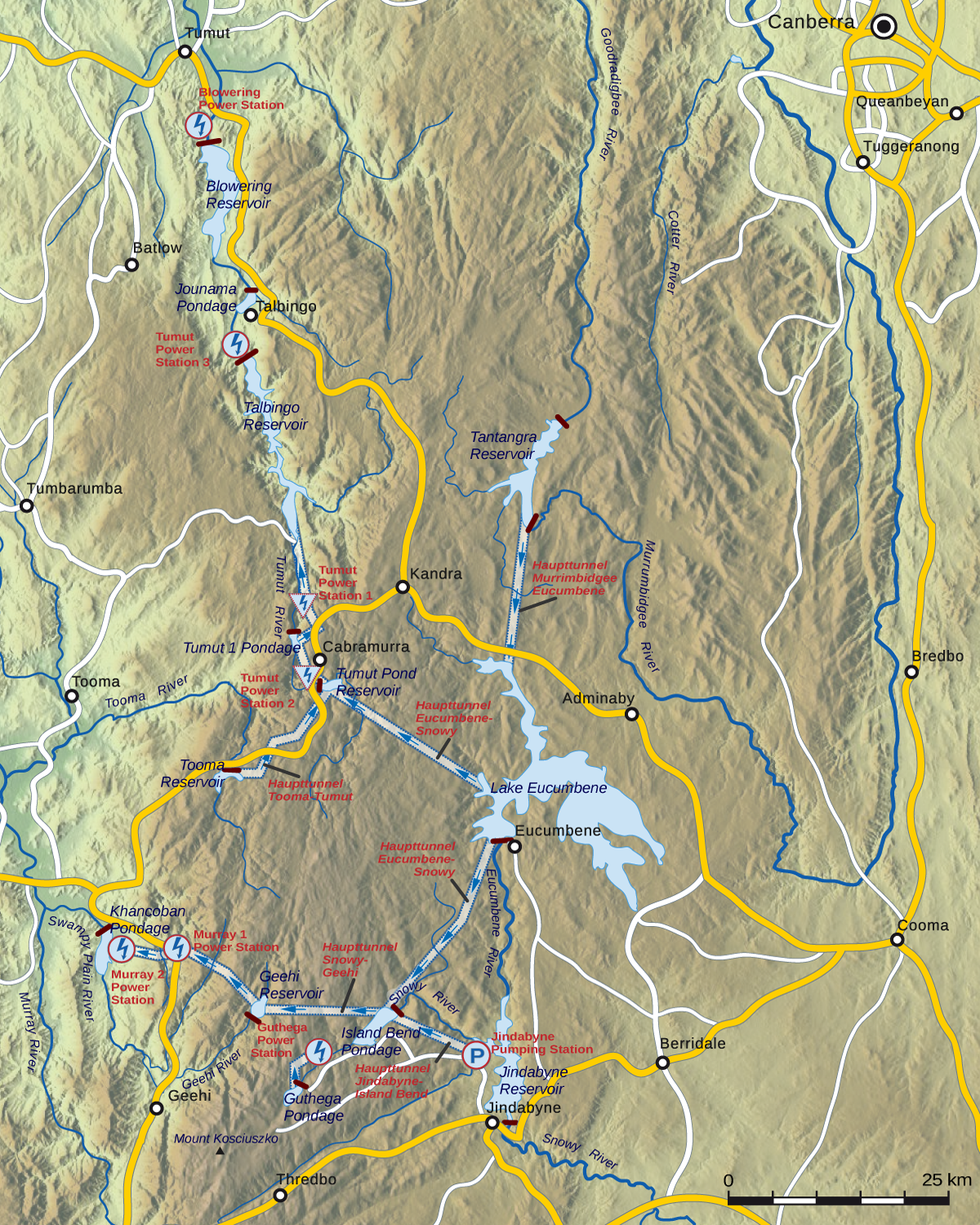
mapa Gór Śnieżnych

Góry Śnieżne (ang. Snowy Mountains) – najwyższe pasmo górskie Alp Australijskich w Wielkich Górach Wododziałowych położone w południowo-wschodniej Australii, na terenie stanu Nowa Południowa Walia. Znajdują się tu najwyższe szczyty Australii z najwyższym szczytem – Górą Kościuszki (2228 m n.p.m.). Dużą część pasma zajmuje Park Narodowy Kościuszki.

## Opis pasma
Góry powstały w orogenezie kaledońskiej. Są zbudowane z łupków krystalicznych, paleozoicznych kwarcytów i wapieni z intruzjami granitów. 
Klimat umiarkowany. Roczne opady ponad 3000 mm. Pokrywa śnieżna utrzymuje się przez 3–6 miesięcy w roku. Do 1200 m rosną lasy eukaliptusowe, wyżej występują krzewy i łąki górskie. W najwyższych partiach gór ślady rzeźby lodowcowej. 
W Górach Śnieżnych mają źródła rzeki: Murray, Murrumbidgee i Rzeka Śnieżna.

## Najwyższe szczyty Gór Śnieżnych i Australii
1. Góra Kościuszki (2228 m)
2. Mount Townsend (2209 m)
3. Mount Twynam (2195 m)
4. Rams Head (2190 m)
5. nienazwany wierzchołek Etheridge Ridge (2180 m)
6. Rams Head North (2177 m)
7. Alice Rawson Peak (2160 m)
8. nienazwany południowo-zachodni wierzchołek Abbott Peak (2159 m)
9. Abbott Peak (2145 m)
10. Carruthers Peak (2145 m)[5]

## Gospodarka i turystyka
Rejon Gór Śnieżnych jest popularnym centrum sportów zimowych. Istnieją tu liczne wyciągi i trasy narciarskie. Znane ośrodki turystyczne to: Mt Hotham, Thredbo i Falls Creek. 
Na Rzece Śnieżnej i jej dopływie Eucumbene znajduje się wielki kompleks hydrotechniczny Snowy Mountains Scheme z 9 elektrowniami. Oddano go do użytku w 1974 roku (po 25 latach budowy). Wody obu rzek skierowano też tunelami i akweduktami na zachód, aby nawodnić ziemie w dorzeczu Murray.